# Sociaal raadslid
Een Sociaal raadsman/ -vrouw is in Nederland een sociaal-juridisch dienstverlener. Ongeveer 140 gemeenten maken gebruik van sociale raadslieden.

## Werkzaamheden
Sociale raadslieden geven kosteloos informatie en advies en concrete hulp bij vragen en problemen op het gebied van sociale zekerheid, belastingen, huisvesting, arbeidsrecht, familierecht, onderwijs en maatschappelijke voorzieningen. Soms wordt ook rechtsbijstand verleend bij bezwaar en beroep. Daarnaast heeft een sociaal raadsman/ -vrouw een belangrijke taak in het signaleren van de effecten van nationale en lokale wet- en regelgeving.
Sociale raadslieden richten zich vooral op personen met weinig opleiding, een laag inkomen en een beperkte zelfredzaamheid. Ze worden bekostigd door gemeentelijke subsidies. In ongeveer 140 gemeenten in Nederland wordt het werk gesubsidieerd.

## Organisatie
Landelijk zijn de Sociaal raadslieden georganiseerd in het Landelijk Overleg Sociaal Raadslieden, LOSR, aangesloten bij de branchevereniging sociaal werk, Sociaal Werk Nederland.

### Voorzitters
- tot 2014: Saskia Noorman-den Uyl

- 2014-2019: Jan Hamming

- sinds 2019 Eric van der Burg